# Carlos Camacho del Hoyo
Carlos Camacho del Hoyo (30 de julio de 2000) es un deportista español que compite en saltos de plataforma.
En los Juegos Europeos de Cracovia 2023 consiguió una medalla de bronce en la prueba de equipo mixto. Ganó tres medallas en el Campeonato Europeo de Natación de 2024, oro en las pruebas de plataforma 10 m sincro mixto y equipo mixto y plata en plataforma 10 m.

## Palmarés internacional
| Juegos Europeos    | Juegos Europeos   | Juegos Europeos   | Juegos Europeos              |
| Año                | Lugar             | Medalla           | Prueba                       |
| ------------------ | ----------------- | ----------------- | ---------------------------- |
| 2023               | Rzeszów (Polonia) | Medalla de bronce | Equipo mixto                 |
| Campeonato Europeo |                   |                   |                              |
| Año                | Lugar             | Medalla           | Prueba                       |
| 2024               | Belgrado (Serbia) | Medalla de oro    | Plataforma 10 m sincro mixto |
| 2024               | Belgrado (Serbia) | Medalla de oro    | Equipo mixto                 |
| 2024               | Belgrado (Serbia) | Medalla de plata  | Plataforma 10 m              |